# Самойлов, Игорь Викторович
Самойлов Игорь Викторович (род. 11 августа 1970, Армизонское, Тюменская область, СССР) — российский писатель-фантаст и музыкант. Глава культурного центра «Русская неделя». Член Союза писателей России.

## Биография
Игорь Самойлов родился 11 августа 1970 года в селе Армизонское Тюменской области. По первому образованию — физик. Позже, увлёкшись онтологией квантовой механики, поступил в аспирантуру УрГУ на философский факультет.
С 2008 года издал более 5 художественных книг и выпустил более 20 музыкальных произведений.
Занимается предпринимательством.

## Творчество

### Писательская карьера
Первый сборник рассказов вышел в 2008 году в издательстве «Русская Неделя». Первые произведения в жанре фэнтези стал писать во время учёбы в институте, участвуя в «Проекте-2050», целью которого была в том, чтобы представить, каким должен стать человек и человечество к 2050 году. В своих произведениях Игорь Самойлов через мистическо-фэнтезийный антураж ставит «краеугольные вопросы бытия» истории человечества. В 2019 году за свою первую книгу в жанре фэнтези «Ёрт бы побрал этого Гвидония» получил премию «Старт» фестиваля «Аэлита». Спустя два года были выпущены следующие книги в этом жанре — «Врата небесные» и «Игра теней. Архивы Логри».

### Музыка
Помимо литературных произведений является автором и исполнителем более 20 музыкальных произведений, текст и музыку для большинства из которых сочинил сам.
В 2021 году российско-кубинский дуэт Игоря Самойлова и Розы Джей Мартинез с песней «Te amo» стал одним из финалистов 26-го ежегодного конкурса «USA Songwriting Competition».

## Дискография
- «Beloved» — 2019
- «Remembrance» — 2020
- «Beloved» — 2020
- «Dreams of the Snow King» — 2020
- «Jam of Latino» (feat. Rosa Jay Martinez) — 2020

#### «In the hall of the Snow King»
- «The magic»
- «The flight of the snow dragon»
- «March of warriors»
- «Dance of the dervishes»
- «Waltz of snowflakes»
- «Dance of the King's mouses»
- «The forgotten song»
- «Pirate's dance»
- «Dancing in rain»
- «In the hall of the Snow King»[12]

## Достижения
- 2007 — Лауреат премии «Радио Радонеж».
- 2019 — Победитель I Международного литературного фестиваля им. А.С. Пушкина, посвященного 220-летию со дня рождения поэта (Крым, 2019) — гран-при в номинации «Фантастика» совместно с Вадимом Пановым[13].

- 2019 — Лауреат международного фестиваля фантастики «Аэлита» (Екатеринбург, 2019), премия «Старт» за лучшую дебютную книгу, написанную на русском языке в жанре фантастики — роман «Ёрт бы побрал этого Гвидония».